# Protomyzon
Genre
Protomyzon est un genre de poissons téléostéens de la famille des Gastromyzontidae et de l'ordre des Cypriniformes.

## Liste des espèces
Selon FishBase (16 juillet 2015)':
- Protomyzon aphelocheilus Inger & Chin, 1962
- Protomyzon borneensis Hora & Jayaram, 1952
- Protomyzon griswoldi (Hora & Jayaram, 1952)
- Protomyzon whiteheadi (Vaillant, 1894)